# Mount Henderson (White Island)
Mount Henderson ist ein Hügel etwa 3 km westnordwestlich des Isolation Point im südzentralen Teil von White Island im ostantarktischen Ross-Archipel.
Teilnehmer der New Zealand Geological Survey Antarctic Expedition von 1958 bis 1959 benannten ihn nach G. B. Henderson, einem Geologen der Expedition.